# Mikołaj Lebedyński
Mikołaj Lebedyński (ur. 14 października 1990 w Szczecinie) – polski piłkarz występujący na pozycji napastnika w klubie Świt Skolwin. Jest wychowankiem Arkonii Szczecin, zaś później reprezentował także barwy Pogoni Szczecin, Rody JC Kerkrade, BK Häcken, Podbeskidzia Bielsko-Biała, Wisły Płock, GKS-u Katowice, Górnika Łęczna oraz Chrobrego Głogów. Ma za sobą jeden występ w reprezentacji Polski do lat 21.

## Kariera klubowa

### Początki
Marzeniem Lebedyńskiego była gra dla Pogoni Szczecin, jednak tam uznano, że jest za słaby. Z tego powodu pierwszym klubem w karierze Polaka była Arkonia Szczecin.

### Pogoń Szczecin
Gdy miał trzynaście lat trafił do Pogoni Szczecin. W 2008 roku wraz z zespołem z rocznika 1989 zajął 3 miejsce na Mistrzostwach Polski juniorów. W trakcie sezonu 2008/09 został na stałe włączony do kadry pierwszego zespołu i w jego barwach zanotował siedem bramek w 13 występach. W 2009 roku Pogoń awansowała na zaplecze Ekstraklasy, gdzie Polak radził sobie już słabiej. W sezonie 2009/10 zdobył tylko 2 bramki w 22 meczach. Mimo słabej dyspozycji, w kwietniu 2010 roku Pogoń przedłużyła kontrakt z Lebedyńskim do 2013 roku. W grudniu 2009 roku młody napastnik został przez Polski Związek Piłki Nożnej wyróżniony tytułem najlepszego młodego zawodnika I ligi. Mimo to kolejne rozgrywki również nie były dla Lebedyńskiego specjalnie udane. Tym razem zaliczył 3 trafienia w 20 spotkaniach. W listopadzie 2010 roku PZPN nominował Lebedyńskiego do nagrody Najlepszy Młody Piłkarz 2010 roku.

### Roda JC Kerkrade
W lipcu 2011 roku Lebedyński trafił na dwutygodniowe testy do holenderskiej Rody JC Kerkrade. W tym czasie rozegrał m.in. sparing z SV Heerlen/IDB, w którym to meczu zdobył jedną bramkę. Miesiąc później Polak najpierw przeszedł testy medyczne, a później został przez Rodę wypożyczony na rok z opcją pierwokupu. W barwach nowego klubu Polak zadebiutował 29 października w przegranym 0-4 meczu ligowym z Ajaksem. Dwa miesiące później Lebedyński zanotował pierwsze trafienie na holenderskich boiskach. Stało się to w 88. minucie meczu ligowego z Exelsiorem. Ostatecznie Polak zakończył sezon 2011/12 z dorobkiem ośmiu występów oraz jednym golem, zaś Roda zdecydowała się wykupić go z Pogoni. W sezonie 2012/13 Polak rozegrał 24 spotkania, w których zdobył 3 bramki oraz udanie walczył o utrzymanie w holenderskiej ekstraklasie. Po zakończeniu rozgrywek Lebedyński został wolnym zawodnikiem.

### BK Häcken
W lipcu 2013 roku Lebedyński odbył testy w Pogoni, trzecioligowej niemieckiej drużynie Hallescher FC oraz Górniku Zabrze. Ostatecznie 21 sierpnia 2013 roku podpisał dwuletni kontrakt ze szwedzkim BK Häcken. 15 września zadebiutował podczas wygranego 3:2 meczu ligowego z Helsingborgs. 25 września w wygranym 4:0 spotkaniu ligowym z Syrianska FC zdobył swoją pierwszą bramkę w barwach klubu. 5 listopada klub poinformował, że nie przedłuży z piłkarzem wygasającego wraz z końcem roku kontraktu.

### Podbeskidzie Bielsko-Biała
W połowie stycznia 2014 roku Lebedyński trafił na testy do Podbeskidzia Bielsko-Biała, z którym 21 stycznia podpisał roczny kontrakt. Pierwszy mecz w nowym klubie rozegrał 28 marca 2014 roku, wychodząc w podstawowym składzie na wygrane 1:0 spotkanie z Ruchem Chorzów. Po zakończeniu sezonu i wygaśnięciu kontraktu opuścił klub z dorobkiem pięciu rozegranych spotkań, w których nie strzelił ani jednej bramki.

### Wisła Płock
Po odejściu z Podbeskidzia, Lebedyński odbył testy w Ruchu Chorzów. Ostatecznie 21 października podpisał półtoraroczną umowę z Wisłą Płock. W 2016 został przesunięty do drugiej drużyny Wisły, w tym samym roku został wypożyczony na jeden sezon do GKS-u Katowice. 
28 lutego 2018 został wypożyczony do końca sezonu do Górnika Łęczna. Po powrocie z wypożyczenia odszedł z Wisły Płock.

### Chrobry Głogów
Jesienią 2018 Lebedyński był piłkarzem bez klubu, trenował natomiast z rezerwami Pogoni Szczecin. Zimą 2019 został zawodnikiem Chrobrego Głogów.

## Kariera reprezentacyjna
Lebedyński został powołany na turniej towarzyski, w którym brała udział reprezentacja Polski do lat 17. Podczas niego wystąpił w trzech z czterech spotkań. 10 czerwca 2010 roku zaliczył pierwszy i zarazem ostatni występ w reprezentacji Polski do lat 21. Polak rozegrał 45. minut, zaś jego zespół przegrał 0-1 w meczu towarzyskim z Luksemburgiem.

## Statystyki kariery
Stan na dzień 12 marca 2023
| Klub                       | Sezon              | Liga               | Liga  | Liga   | Liga   | Puchar kraju | Puchar kraju | Puchar kraju | Europa | Europa | Europa | Inne  | Inne   | Inne   | Suma  | Suma   | Suma   | Dyscyplina | Dyscyplina | Dyscyplina |
| Klub                       | Sezon              | Liga               | Mecze | Bramki | Asysty | Mecze        | Bramki       | Asysty       | Mecze  | Bramki | Asysty | Mecze | Bramki | Asysty | Mecze | Bramki | Asysty |            |            |            |
| -------------------------- | ------------------ | ------------------ | ----- | ------ | ------ | ------------ | ------------ | ------------ | ------ | ------ | ------ | ----- | ------ | ------ | ----- | ------ | ------ | ---------- | ---------- | ---------- |
| Pogoń Szczecin             | 2008/09            | II liga            | 13    | 7      | 0      | 0            | 0            | 0            | –      | –      | –      | –     | –      | –      | 13    | 7      | 0      | 0          | 0          | 0          |
| Pogoń Szczecin             | 2009/10            | I liga             | 22    | 2      | 2      | 8            | 3            | 0            | –      | –      | –      | –     | –      | –      | 30    | 5      | 2      | 1          | 0          | 0          |
| Pogoń Szczecin             | 2010/11            | I liga             | 20    | 3      | 1      | 0            | 0            | 0            | –      | –      | –      | –     | –      | –      | 20    | 3      | 1      | 3          | 0          | 0          |
| Pogoń Szczecin             | Ogólnie            | Ogólnie            | 55    | 12     | 3      | 8            | 3            | 0            | 0      | 0      | 0      | 0     | 0      | 0      | 63    | 15     | 3      | 4          | 0          | 0          |
| Roda JC Kerkrade           | 2011/12            | Eredivisie         | 8     | 1      | 0      | 0            | 0            | 0            | –      | –      | –      | –     | –      | –      | 8     | 1      | 0      | 0          | 0          | 0          |
| Roda JC Kerkrade           | 2012/13            | Eredivisie         | 24    | 3      | 2      | 0            | 0            | 0            | –      | –      | –      | 1     | 0      | 0      | 25    | 3      | 2      | 0          | 0          | 0          |
| Roda JC Kerkrade           | Ogólnie            | Ogólnie            | 32    | 4      | 2      | 0            | 0            | 0            | 0      | 0      | 0      | 1     | 0      | 0      | 33    | 4      | 2      | 0          | 0          | 0          |
| BK Häcken                  | 2013               | Allsvenskan        | 7     | 1      | 0      | 0            | 0            | 0            | –      | –      | –      | –     | –      | –      | 7     | 1      | 0      | 1          | 0          | 0          |
| BK Häcken                  | Ogólnie            | Ogólnie            | 7     | 1      | 0      | 0            | 0            | 0            | 0      | 0      | 0      | 0     | 0      | 0      | 7     | 1      | 0      | 1          | 0          | 0          |
| Podbeskidzie Bielsko-Biała | 2013/14            | Ekstraklasa        | 5     | 0      | 0      | 0            | 0            | 0            | –      | –      | –      | –     | –      | –      | 5     | 0      | 0      | 0          | 0          | 0          |
| Podbeskidzie Bielsko-Biała | Ogólnie            | Ogólnie            | 5     | 0      | 0      | 0            | 0            | 0            | 0      | 0      | 0      | 0     | 0      | 0      | 5     | 0      | 0      | 0          | 0          | 0          |
| Wisła Płock                | 2014/15            | I liga             | 16    | 3      | 3      | 0            | 0            | 0            | –      | –      | –      | –     | –      | –      | 16    | 3      | 3      | 1          | 0          | 0          |
| Wisła Płock                | 2015/16            | I liga             | 31    | 13     | 5      | 1            | 1            | 0            | –      | –      | –      | –     | –      | –      | 32    | 14     | 5      | 3          | 0          | 0          |
| Wisła Płock                | 2016/17            | Ekstraklasa        | 3     | 0      | 1      | 1            | 0            | 0            | –      | –      | –      | –     | –      | –      | 4     | 0      | 1      | 0          | 0          | 0          |
| Wisła Płock                | Ogólnie            | Ogólnie            | 50    | 16     | 9      | 2            | 1            | 0            | 0      | 0      | 0      | 0     | 0      | 0      | 52    | 17     | 9      | 4          | 0          | 0          |
| GKS Katowice               | 2016/17            | I liga             | 27    | 3      | 6      | 0            | 0            | 0            | –      | –      | –      | –     | –      | –      | 27    | 3      | 6      | 1          | 0          | 0          |
| GKS Katowice               | Ogólnie            | Ogólnie            | 27    | 3      | 6      | 0            | 0            | 0            | 0      | 0      | 0      | 0     | 0      | 0      | 27    | 3      | 6      | 1          | 0          | 0          |
| Wisła Płock                | 2017/18            | Ekstraklasa        | 4     | 0      | 0      | 1            | 0            | 0            | –      | –      | –      | –     | –      | –      | 5     | 0      | 0      | 1          | 0          | 0          |
| Wisła Płock                | Ogólnie            | Ogólnie            | 4     | 0      | 0      | 1            | 0            | 0            | 0      | 0      | 0      | 0     | 0      | 0      | 5     | 0      | 0      | 1          | 0          | 0          |
| Górnik Łęczna              | 2017/18            | I liga             | 13    | 0      | 1      | 0            | 0            | 0            | –      | –      | –      | –     | –      | –      | 13    | 0      | 1      | 0          | 0          | 0          |
| Górnik Łęczna              | Ogólnie            | Ogólnie            | 13    | 0      | 1      | 0            | 0            | 0            | 0      | 0      | 0      | 0     | 0      | 0      | 13    | 0      | 1      | 0          | 0          | 0          |
| Chrobry Głogów             | 2018/19            | I liga             | 12    | 2      | 2      | 0            | 0            | 0            | –      | –      | –      | –     | –      | –      | 12    | 2      | 2      | 1          | 0          | 0          |
| Chrobry Głogów             | 2019/20            | I liga             | 32    | 7      | 4      | 1            | 0            | 0            | –      | –      | –      | –     | –      | –      | 33    | 7      | 4      | 4          | 0          | 0          |
| Chrobry Głogów             | 2020/21            | I liga             | 33    | 9      | 3      | 1            | 0            | 0            | –      | –      | –      | –     | –      | –      | 34    | 9      | 3      | 4          | 2          | 0          |
| Chrobry Głogów             | 2021/22            | I liga             | 32    | 10     | 3      | 1            | 0            | 0            | –      | –      | –      | 2     | 2      | 1      | 35    | 12     | 4      | 6          | 0          | 0          |
| Chrobry Głogów             | Ogólnie            | Ogólnie            | 109   | 28     | 12     | 3            | 0            | 0            | 0      | 0      | 0      | 2     | 2      | 1      | 114   | 30     | 13     | 15         | 2          | 0          |
| Stal Mielec                | 2022/23            | Ekstraklasa        | 27    | 0      | 2      | 1            | 1            | 0            | –      | –      | –      | –     | –      | –      | 28    | 1      | 2      | 1          | 0          | 0          |
| Stal Mielec                | Ogólnie            | Ogólnie            | 27    | 0      | 2      | 1            | 1            | 0            | 0      | 0      | 0      | 0     | 0      | 0      | 28    | 1      | 2      | 1          | 0          | 0          |
| Chrobry Głogów             | 2023/24            | I liga             | 12    | 6      | 0      | 0            | 0            | 0            | –      | –      | –      | –     | –      | –      | 12    | 6      | 0      | 1          | 0          | 0          |
| Chrobry Głogów             | Ogólnie            | Ogólnie            | 12    | 6      | 0      | 0            | 0            | 0            | 0      | 0      | 0      | 0     | 0      | 0      | 12    | 6      | 0      | 1          | 0          | 0          |
| Ogólnie w karierze         | Ogólnie w karierze | Ogólnie w karierze | 341   | 70     | 35     | 15           | 5            | 0            | 0      | 0      | 0      | 3     | 2      | 1      | 359   | 77     | 36     | 28         | 2          | 0          |

## Statystyki kariery reprezentacyjnej
| #  | Data            | Reprezentacja | Miejsce                 | Przeciwnik      | Rezultat | Gole | Rozgrywki       |
| -- | --------------- | ------------- | ----------------------- | --------------- | -------- | ---- | --------------- |
| 1. | 10 czerwca 2010 | U-21          | Junglinster, Luksemburg | Luksemburg U-21 | 0:1      |      | Mecz towarzyski |

## Sukcesy
Pogoń Szczecin
- 3. miejsce na Mistrzostwach Polski juniorów: 2008[34]